# Biserica de lemn din Robaia

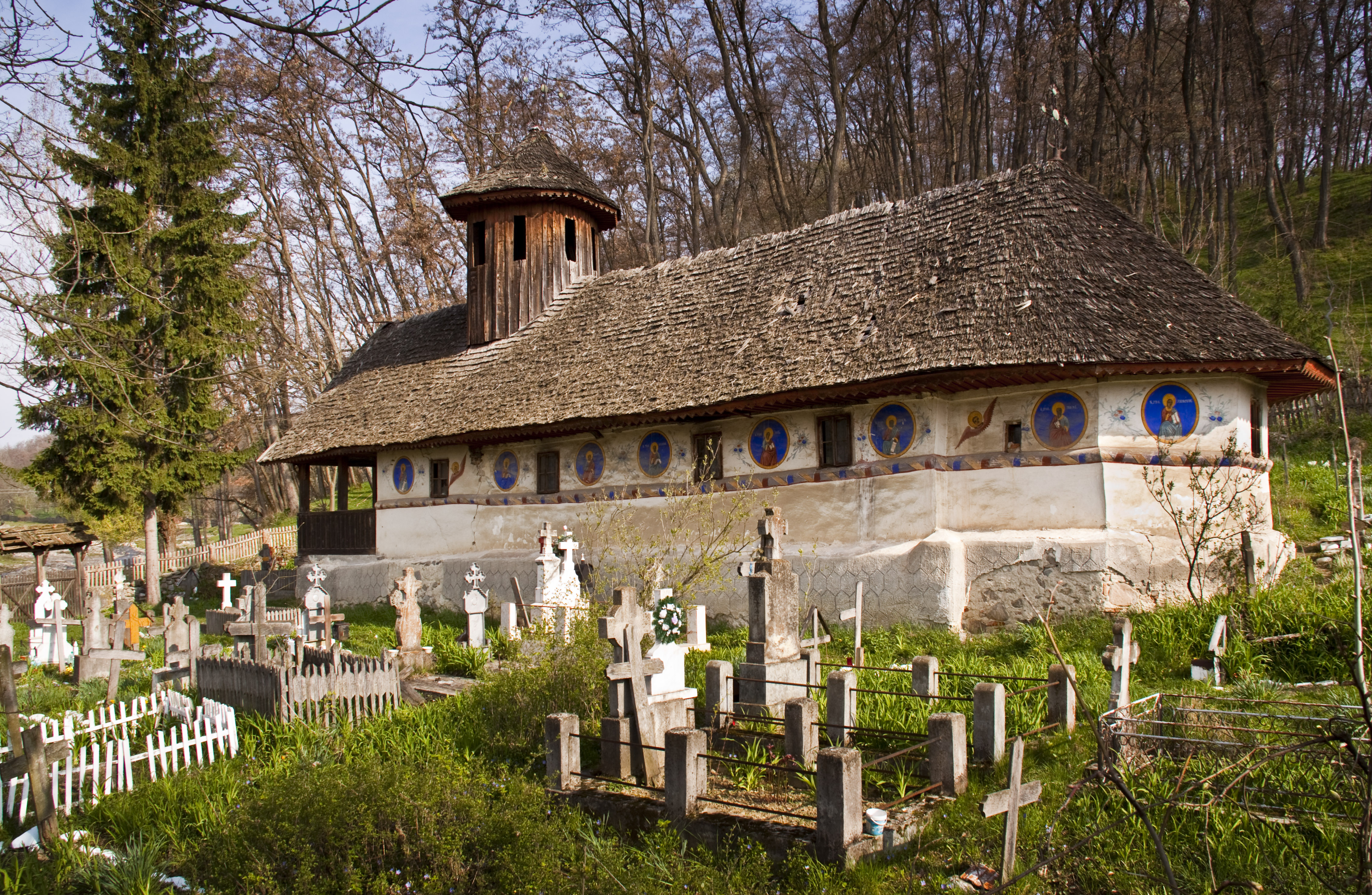
Biserica de lemn din Robaia, județul Argeș. Foto: aprilie 2010

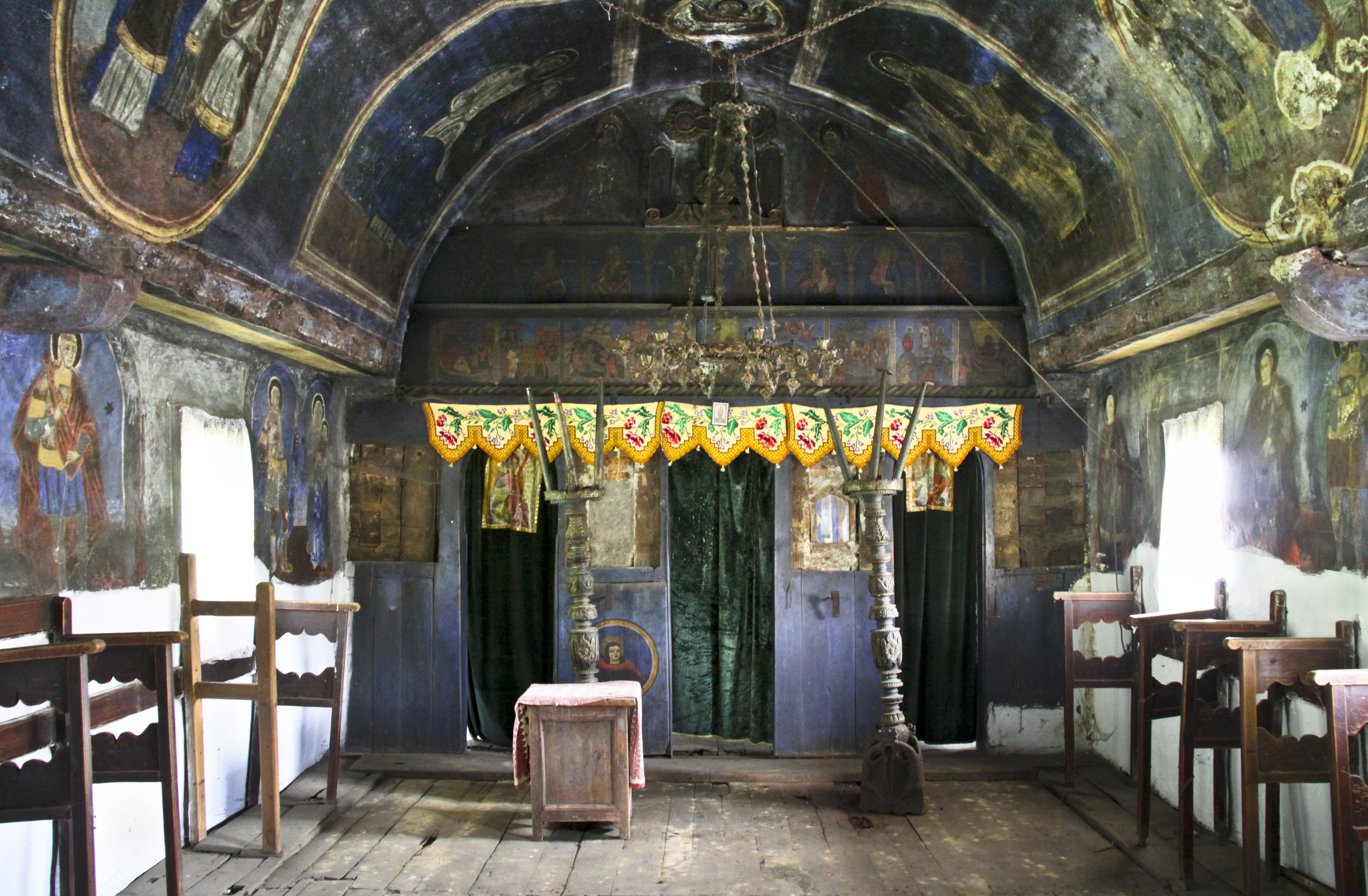
Interiorul naosului. Foto: aprilie 2010

Biserica de lemn din Robaia, comuna Mușătești, județul Argeș, poartă hramurile „Sf. Nicolae”, „Sf. Gheorghe”, „Sf. Împărați Constantin și Elena” și este datată din anul 1808. Se remarcă prin funia mediană sculptată în relief sub tencuiala exterioară. Biserica este înscrisă pe noua listă a monumentelor istorice, LMI 2004:  AG-II-m-B-13779.

## Istoric
Conform tradiției locale biserica de lemn din Robaia a fost adusă pe butuci de lemn din satul Prosia.

## Trăsături
În forma sa actuală biserica este rezultatul unei extinderi semnificative spre apus a pronaosului completată cu un pridvor la intrare și un turn peste pronaosul nou. Tot din această perioadă se păstrează îmbrăcămintea exterioară și interioară în cercuială și tencuială, acoperită cu o zugrăveală mai nouă, probabil din prima jumătate a secolului 20.

## Imagini din exterior

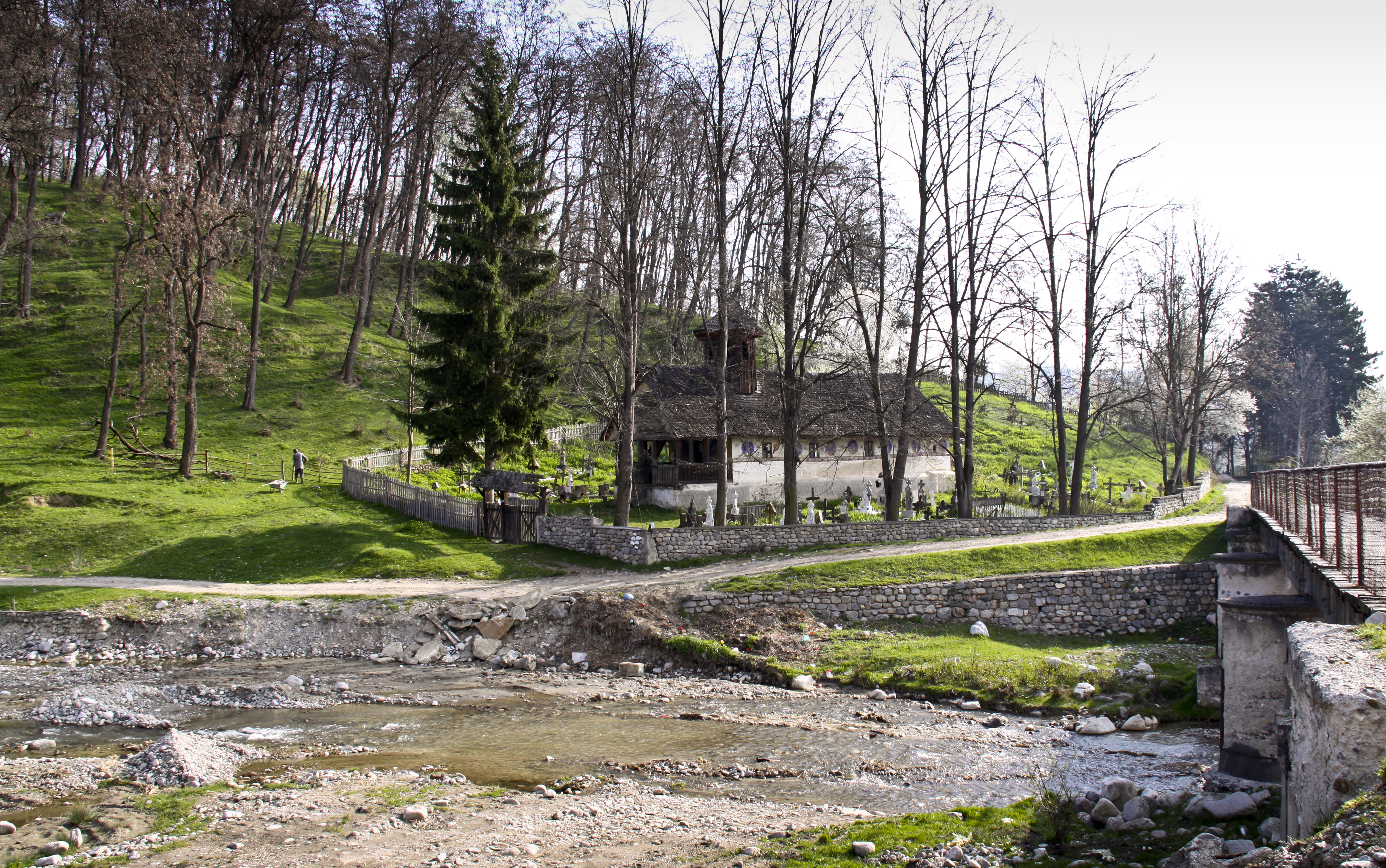
peste apă
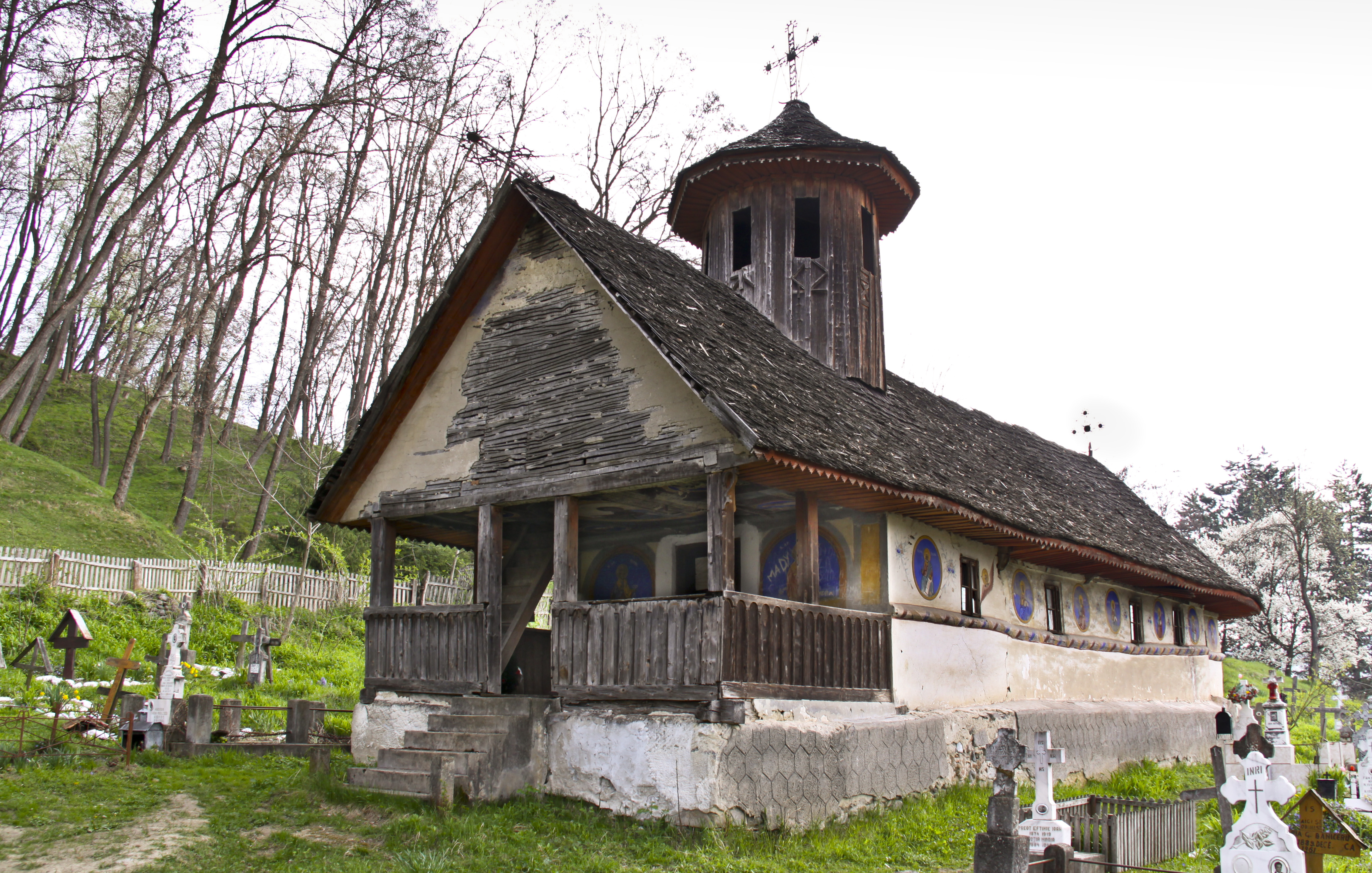
sud-vest
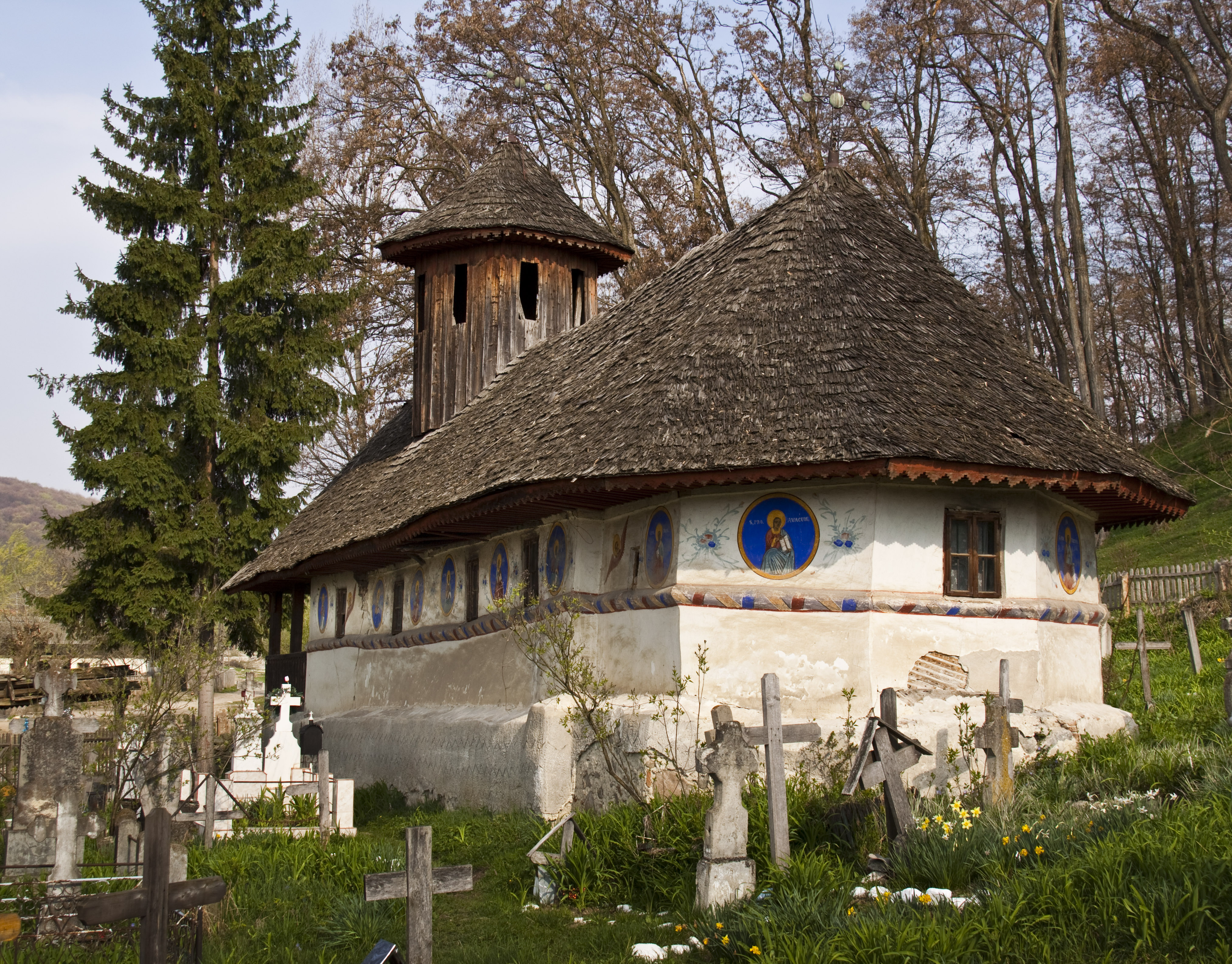
sud-est
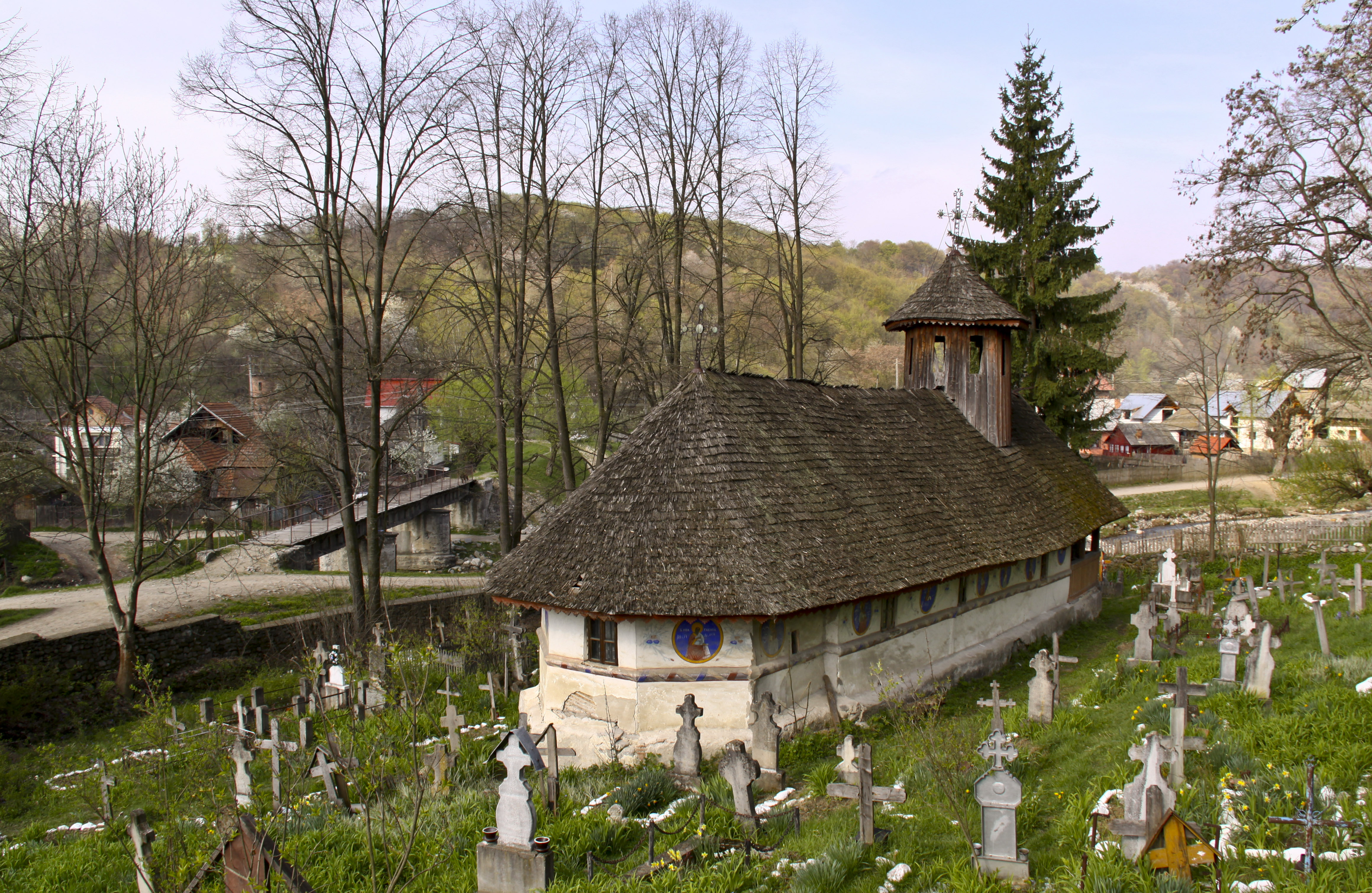
nord-est
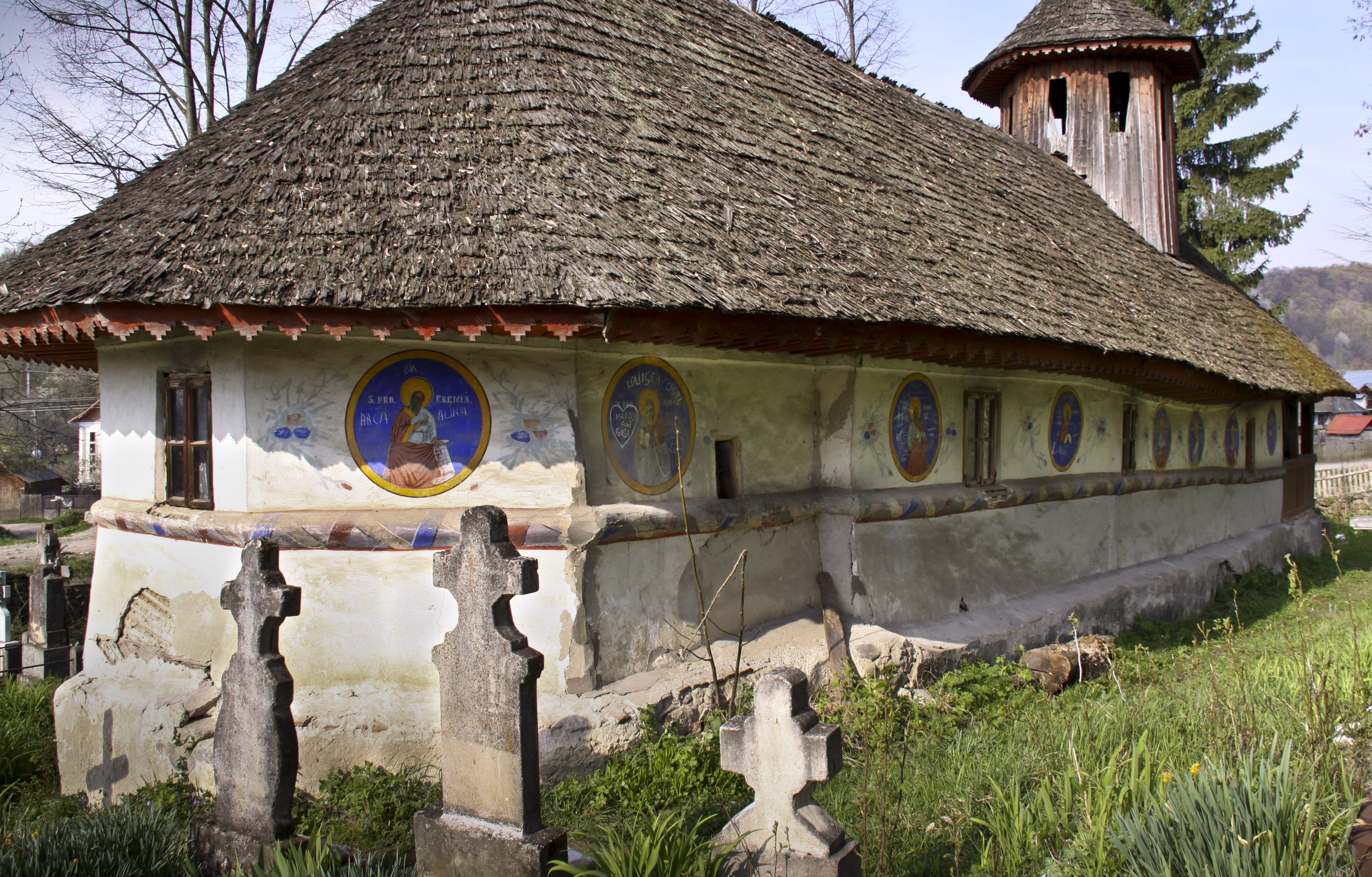
butea, nord-est
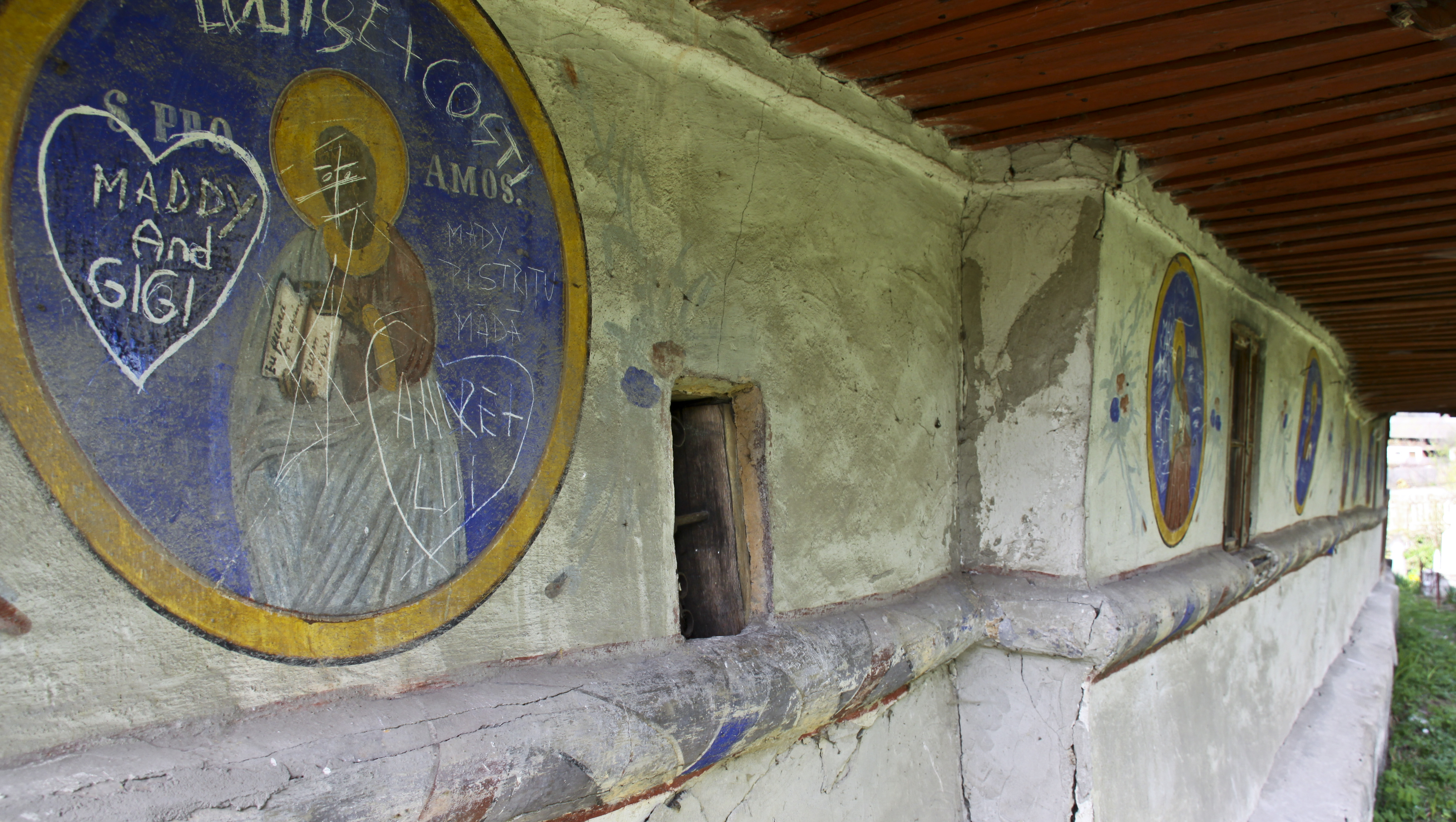
sub streaşină, nord
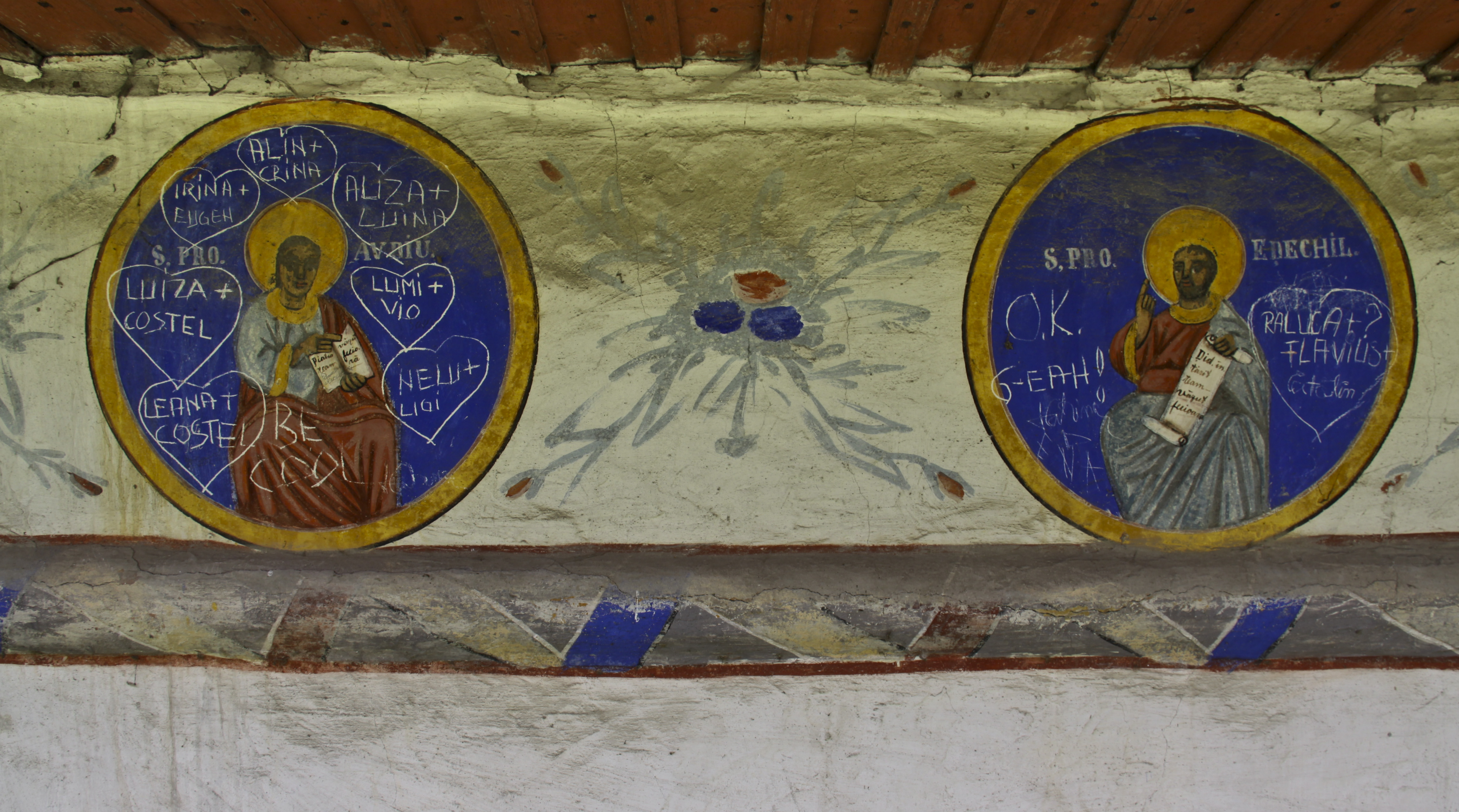
medalioane pictate, nord
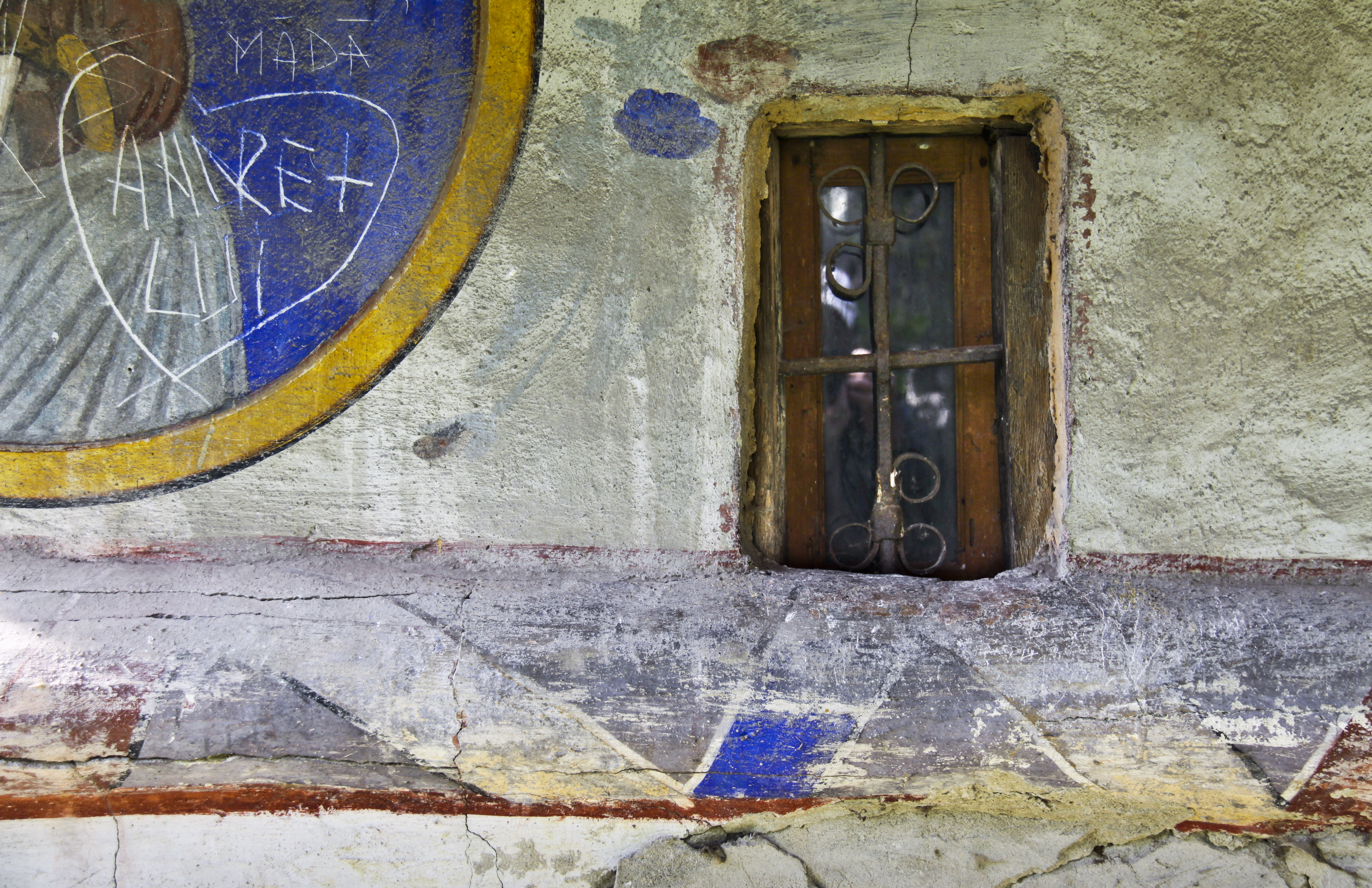
fereastră altar, nord
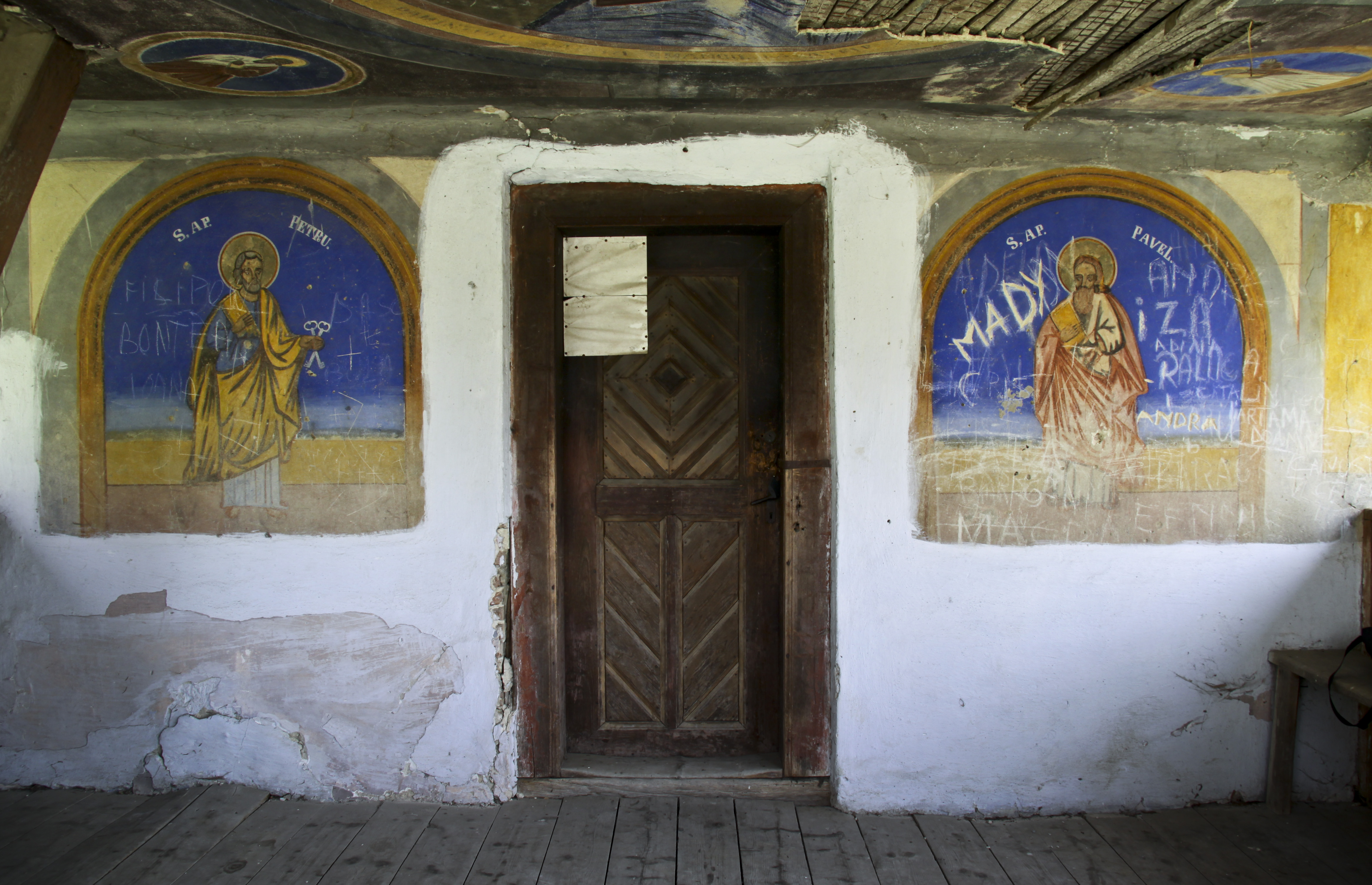
intrare

## Imagini din interior

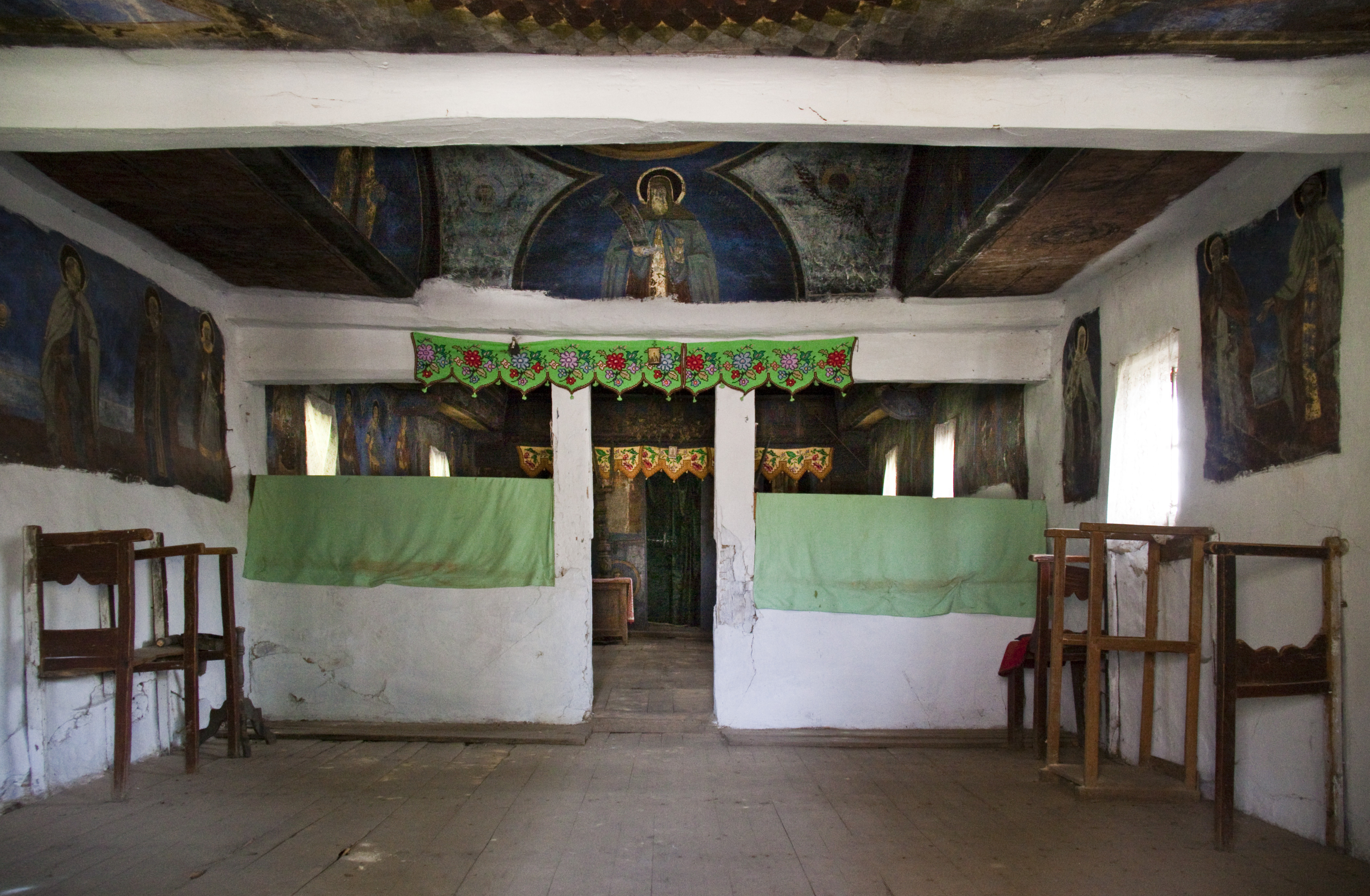
pronaos, spre naos
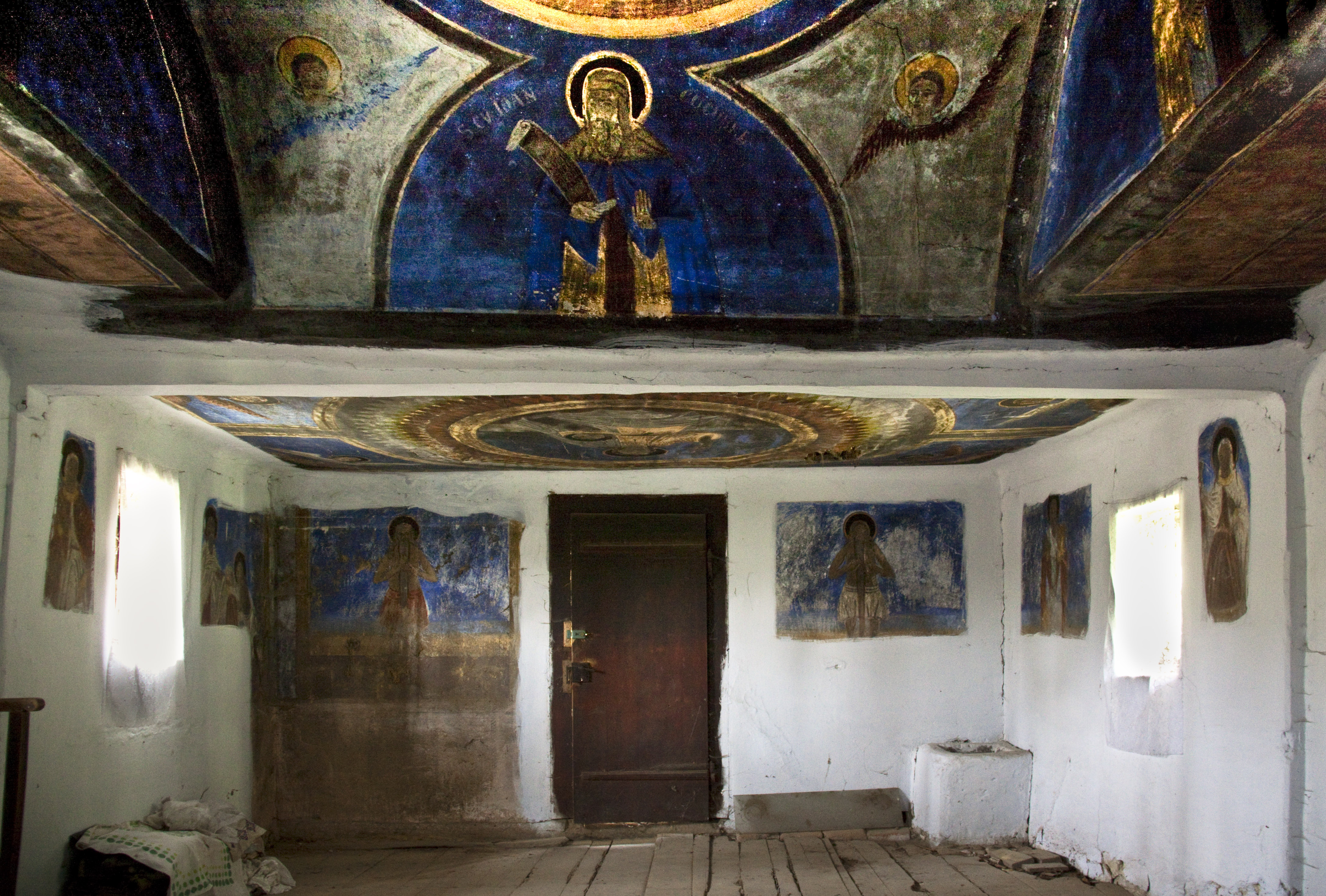
pronaos, intrarea
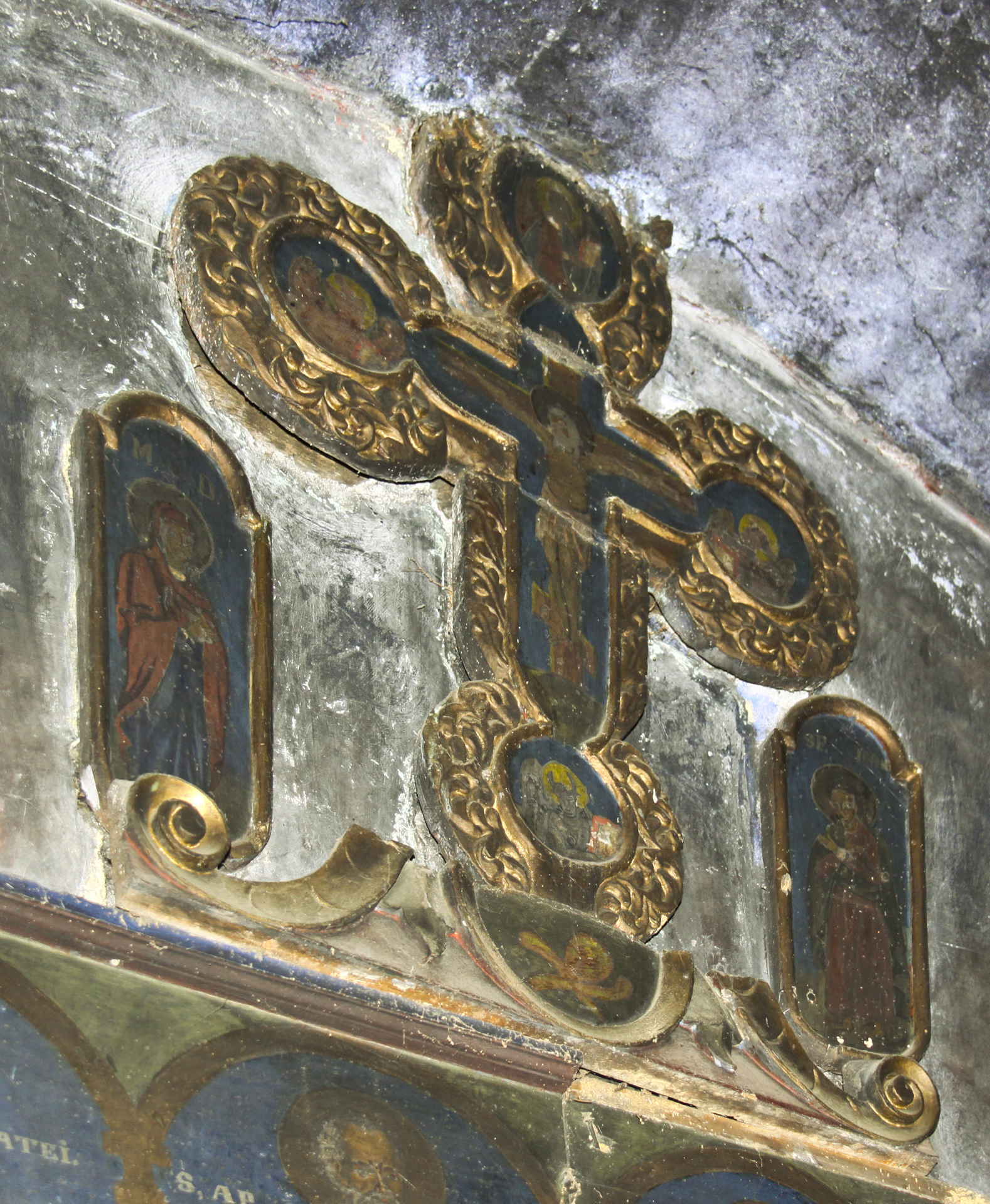
cruce şi molenii pe iconostas
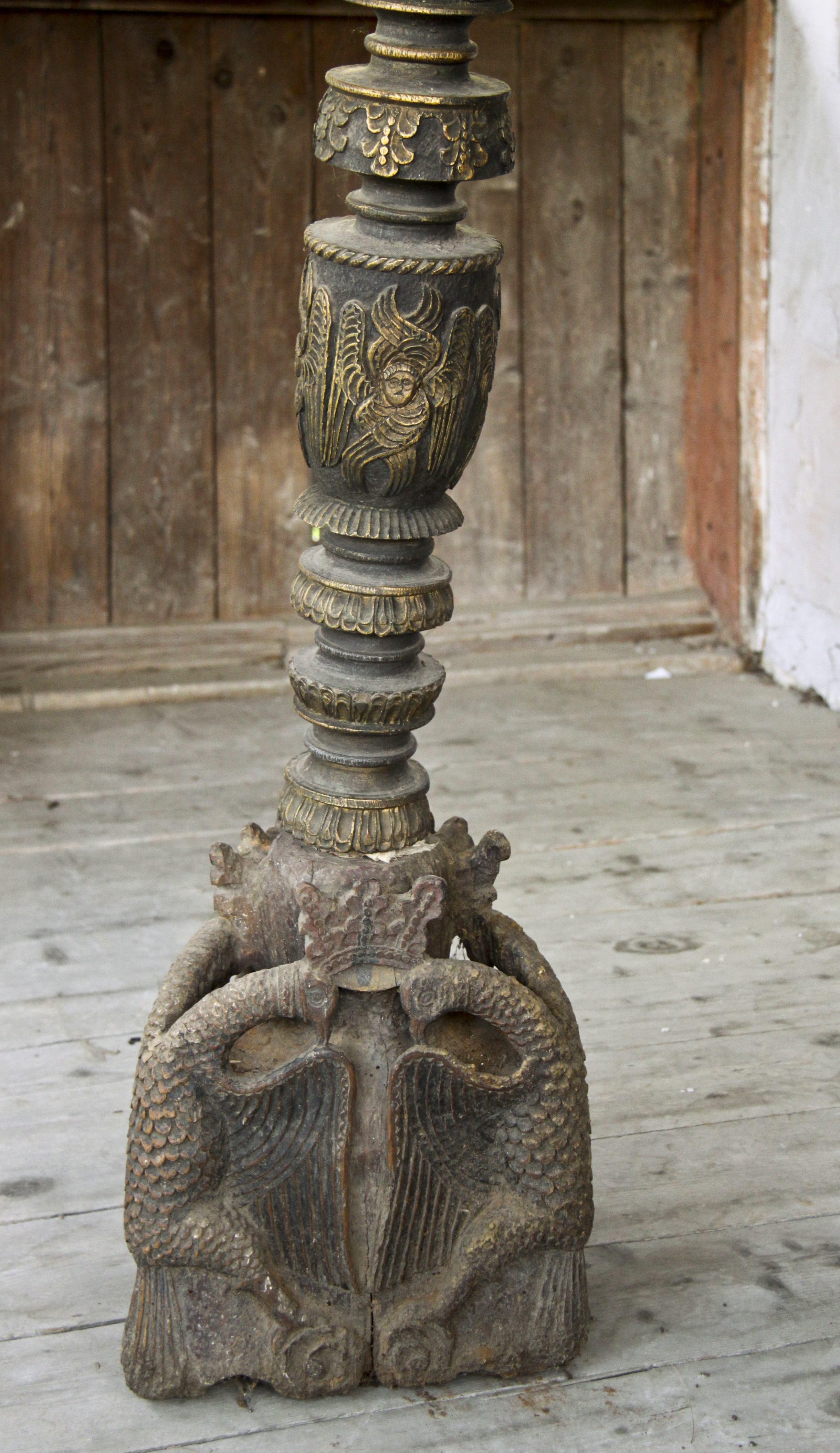
lumânărar
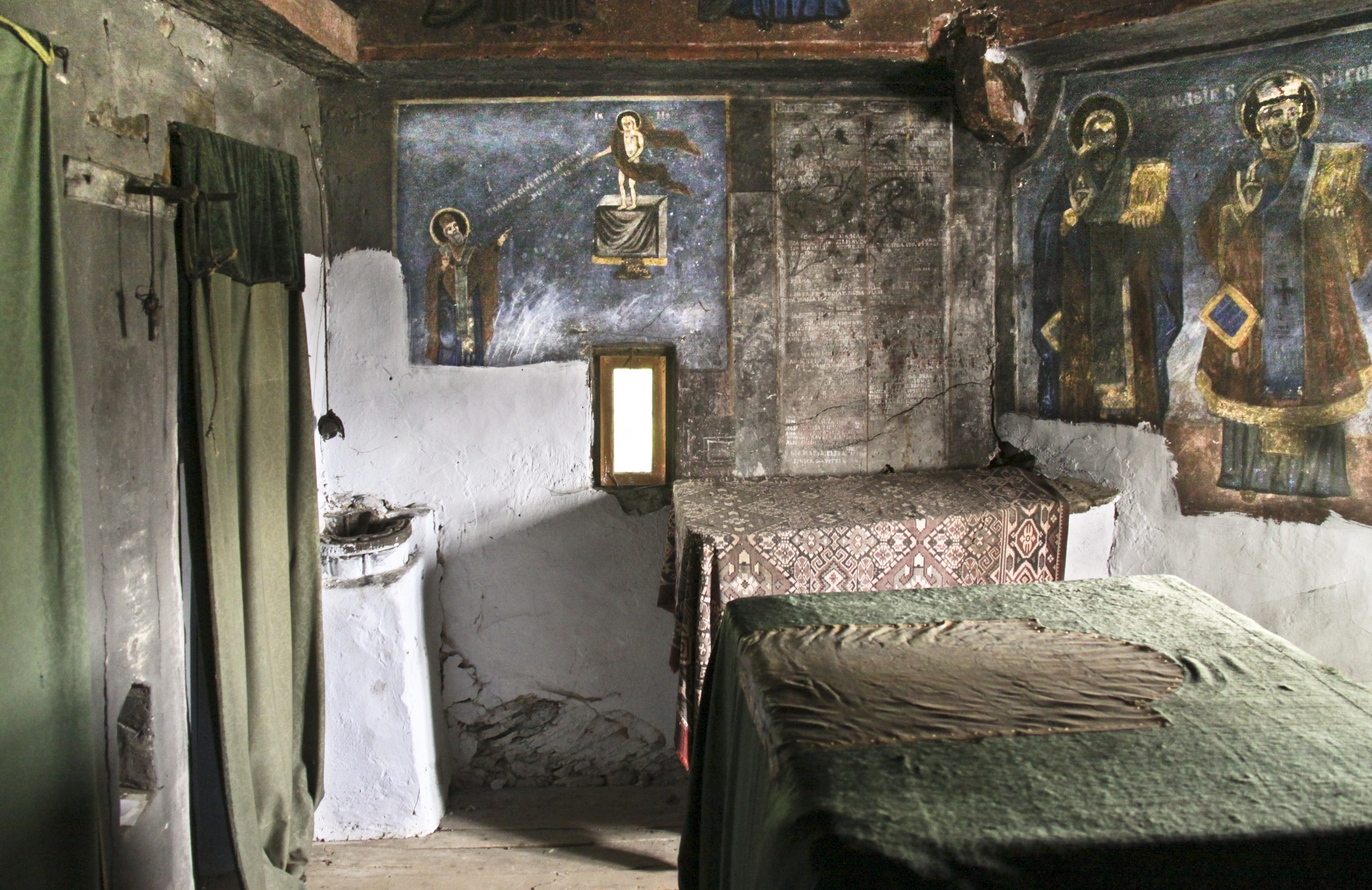
proscomidia
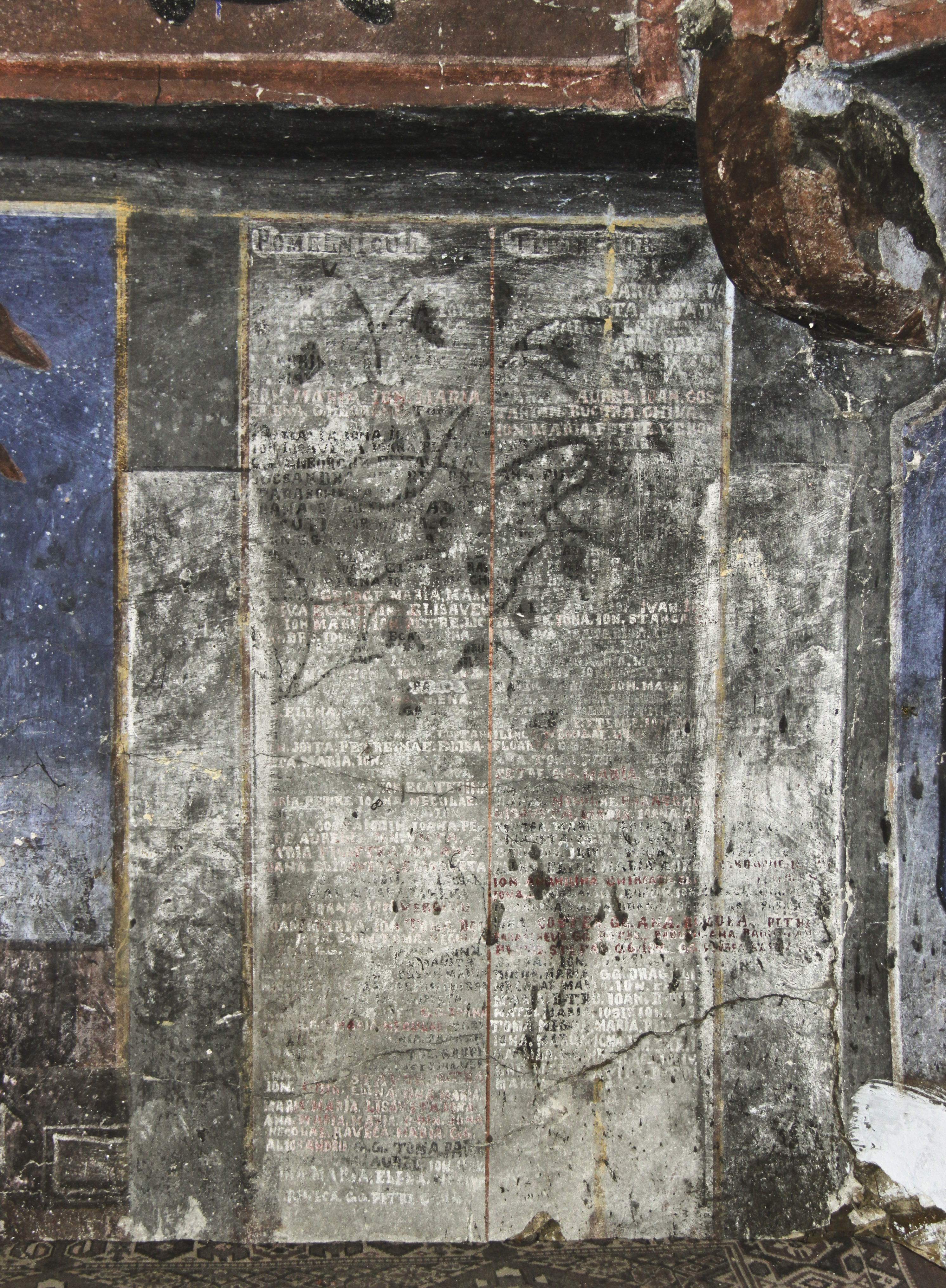
pomelnicul ctitorilor
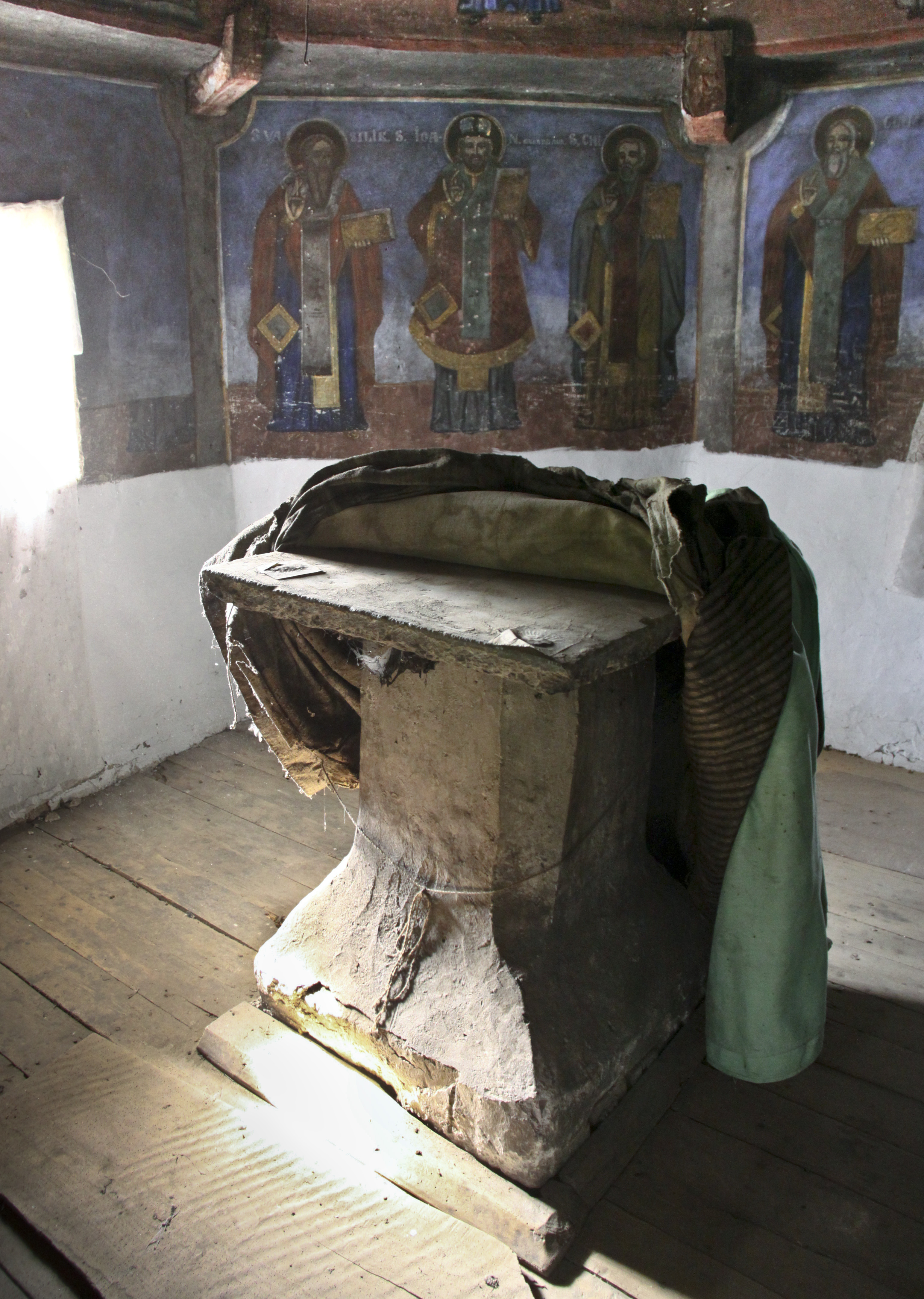
piciorul mesei de altar